# Медолюб золотощокий
Медолюб золотощокий (Oreornis chrysogenys) — вид горобцеподібних птахів родини медолюбових (Meliphagidae). Ендемік Індонезії. Це єдиний представник монотипового роду Золотощокий медолюб (Oreornis).

## Опис
Голова і верхня частина тіла оливкові, шия і груди зеленуваті. На щоках яскраві жовті плями. Дзьоб чорний, дещо вигнутий, лапи оранжеві.

## Поширення і екологія
Золотощокі медолюби є ендеміками індонезійської провінції Папуа на заході Нової Гвінеї. Вони живуть у живуть у вологих гірських тропічних лісах і високогірних чагарникових заростях. Зустрічаються на висоті від 3225 до 4000 м над рівнем моря.